# 布法羅鎮區 (堪薩斯州克勞德縣)
布法羅鎮區（英語：Buffalo Township）為位在美國堪薩斯州克勞德縣的鎮區。2010年美国人口普查中該鎮區人口有112人。

## 歷史
布法羅鎮區於1866年設立。

## 地理
布法羅鎮區涵蓋面積112.5平方（43.4平方英里），境內無城市設立。

### 墓園
根據美國地質調查局的資料，此鎮區擁有2座墓園：
- 費爾維尤墓園（Fairview Cemetery）
- 西布蘭奇墓園（West Branch Cemetery）

### 溪流
通過此鎮區的溪流有：
- 沃爾夫溪西支流（West Branch Wolf Creek）
- 懷特溪（Whites Creek）

## 人口統計
根據2010年美國人口普查，布法羅鎮區人口有112人，人口密度為1人/每平方公里。此鎮區居民之種族有91.07%為白人；1.79%為非裔美洲人；0%為美洲原住民；0%為亞洲人；0%為太平洋島民；5.36%為其他種族；另外有1.79%為混血種族。而西班牙裔或拉丁裔美洲人佔此鎮區人口的5.36%。

## 外部連結
- US-Counties.com
- City-Data.com （页面存档备份，存于）